# 판당고 (프로레슬링 선수)

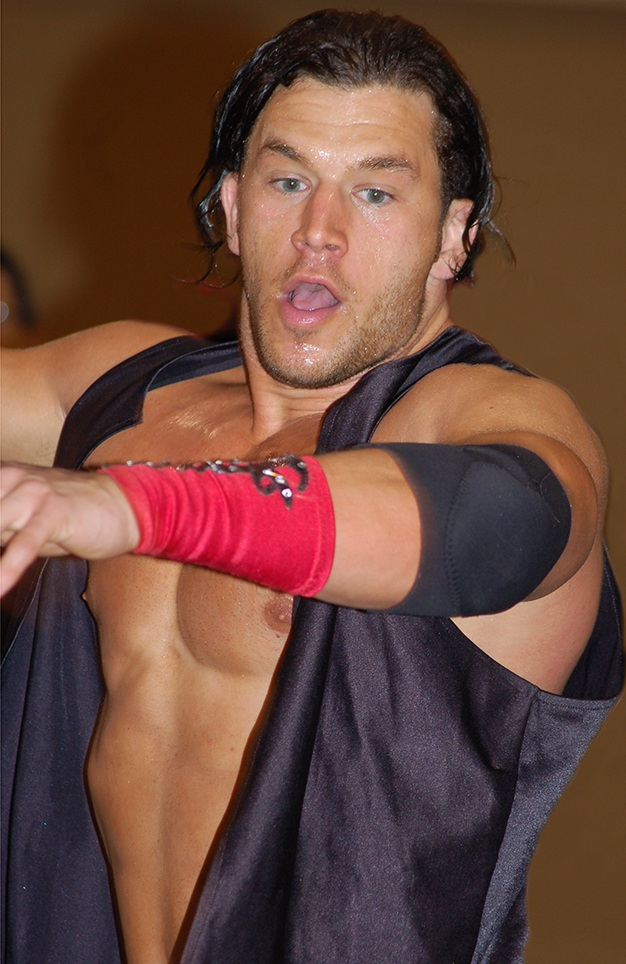
조니 커티스

쟈니 커티스(Johnny Curtis 1978년 7월 22일 ~ )는 미국의 남자 프로레슬링선수다. 본명은 커티스 쟈니선 핫세(Curtis Jonathan Hussey)다. WWE 링네임은 판당고(Fandango)로 처음에는 2010년 ~ 2012년까지 WWE NXT를 활동하다가 2013년 3월 1일 스맥다운에서 등장을 했다. WWE 레슬매니아 29에서 경기를 처음했다. 목 부상을 당하여 선역을 다니다가 2016년 5월 12일 WWE 스맥다운에서 타일러 브리즈하고 알-트루스, 골더스트를 공격을 하면서 끝내 브리장고라는 태그팀으로 결성하여 악역으로 변신을 했는데 2017년 5월부터 우소랑 대립 하면서 선역이 되었다. 키는 192cm(6 ft 4 in)에다가 몸무게는 117kg(257 lb)kg이다. 피니쉬는 슬링샷 레그 드롭, 싯아웃 수플렉스 슬램, 어 비드 페어루엘(오버 더 숄더 벨리 투 백 파일드라이버), 스윙 리버스 에스티오, 뷰티 인 모션/메인 잼(다이빙 레그 드롭), 슈팅 스타 프레스, 문설트 시티드 센턴까지 7가지 피니쉬로 사용을 한다.

## Professional wrestling highlights
- Finishing moves
  - A Bid Farewell (Over the shoulder to back piledriver) - 2006-2013
  - Beauty in Motion / Maine Jam (Diving leg drop) - 2006-present
  - Moonsault seated senton - 2002-2006
  - Shooting star press - 2002-2006
  - Sitout suplex slam - 2002-2006
  - Sitout neckbreaker - 2015-present
  - Slingshot leg drop - Independent circuit; used as a signature move in WWE
  - Swinging reverse STO - 2013-2015
- Signature moves
  - Back elbow smash
  - European uppercut
  - Multiple forearm smash
  - Multiple kick variations
    - Jumping high
    - Legsweep
    - Running, sometimes from an elevated position
    - Spinning heel

  - Multiple lariat variations
    - Diving
    - Jumping
    - Running

  - Multiple suplex variations
    - Belly to back
    - Northern lights to the turnbuckle
    - Spinning fisherman

  - Russian legsweep
  - Spear
- Managers
  - Aksana
  - Maxine
  - Dean Ripley
  - Layla
  - Rosa Mendes
  - R-Truth
  - Summer Rae
- Nicknames
  - "Dirty Curty"
  - "The Creepster" '
  - "The Premier Player"
  - "The Thoroughbred"
  - "The Premiere Player"
  - "Simply"
  - "The Ballroom Brawler" / "Brute" / "Dancer"
  - "The Dance Expert"
- Entrance themes
  - "I Told You So" by Flatfoot (12 August 2011-29 October 2012)
  - "ChaChaLaLa" by Jim Johnston (4 March 2013-14 August 2014; 13 April 2015-present)
  - "Peña Flamenca" by Jim Johnston (23 November 2014-13 April 2015)
  - "Breezango" by CFO$ feat. Tyler Breeze and Jim Johnston (May 16, 2016-May 22, 2019; July 22, 2020-present; teamed with Breezango)
  - "Break Boogie" by CFO$ (July 31, 2019-July 8, 2020; teamed with Breezango)

## 수상
- EWA 월드 태그팀웨이트 챔피언 (2회) - 카미카제 (1회), 브라이언 블랙 (1회)
- FCW 월드 플로리다 태그팀웨이트 챔피언 (2회) - 타일러 렉스 (1회), 데릭 베이트먼 (1회)
- NCW 월드 뉴 잉글랜드웨이트 챔피언 (1회)
- NCW 월드 태그팀웨이트 챔피언 (1회) - 다미아 휴스턴
- PLW 월드 뉴 잉글랜드웨이트 챔피언 (1회)
- PWF 월드 노스이스트 헤비웨이트 챔피언 2회
- PWF 월드 노스이스트 태그팀웨이트 챔피언 (2회) - 켄 피닉스
- 랭크드 넘버 59 오브 더 탑 500 싱글즈 레슬링 인더 PWI 500 인 2013
- SCCW 월드 라이트웨이트 챔피언 (1회)
- WWE NXT 월드 태그팀웨이트 챔피언 (1회) - 타일러 브리즈
- 원 NXT 시즌 4